# A38高速公路 (葡萄牙)
A38高速公路（葡萄牙語：A38），又稱卡帕里卡快速路（Via Rápida da Caparica），是葡萄牙塞圖巴爾區一條高速公路。
東起阿爾馬達，西至科什塔-達卡帕里卡。全長6.1公里，有六處交流道、一個服務區。